# عقارب البحر
عقارب البحر (الاسم العلمي: Scorpaenidae) هي فصيلة من الأسماك تتبع رتبة عقربيات البحر من طائفة الأسماك العظمية. وهي فصيلة أغلب أسماكها بحرية، وكثير من أنواع هذه الفصيلة شديد السمية. وتمتلك هذه الأسماك شوكة مغطاة بطبقة مخاطية سامة، تضم هذه الفصيلة المئات من الكائنات  التي تتوزع على البحار المعتدلة والاستوائية وغالبا ما تتواجد في منطقة المحيطين الهادئ والهندي. توجد أسماك مشابهة في المظهر لفصيلة عقارب البحر إلا أنها تنتمي إلى فصيلة أخرى المعروفة بال(Cottidae).

## صور منوعة

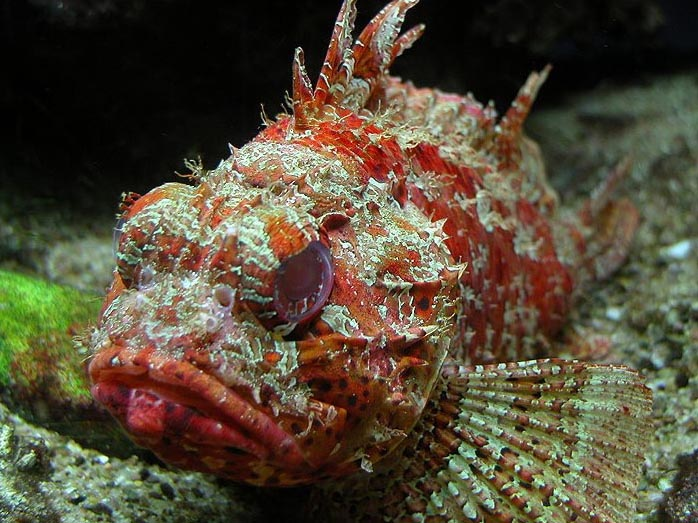
عقرب البحر الخنزيري
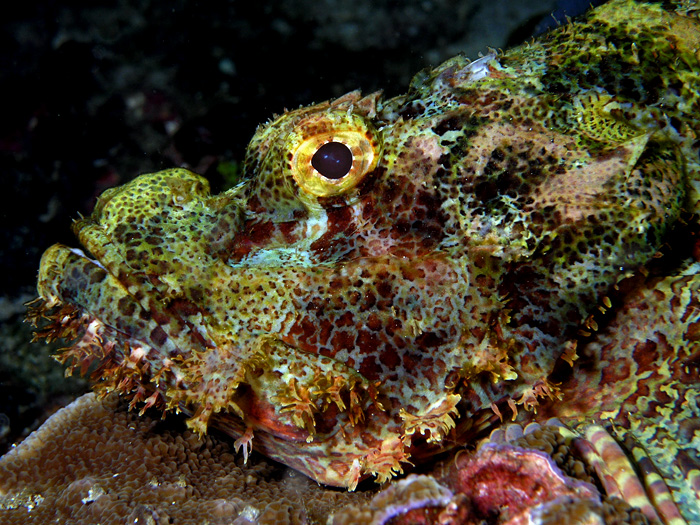
Scorpaenopsis oxycephala
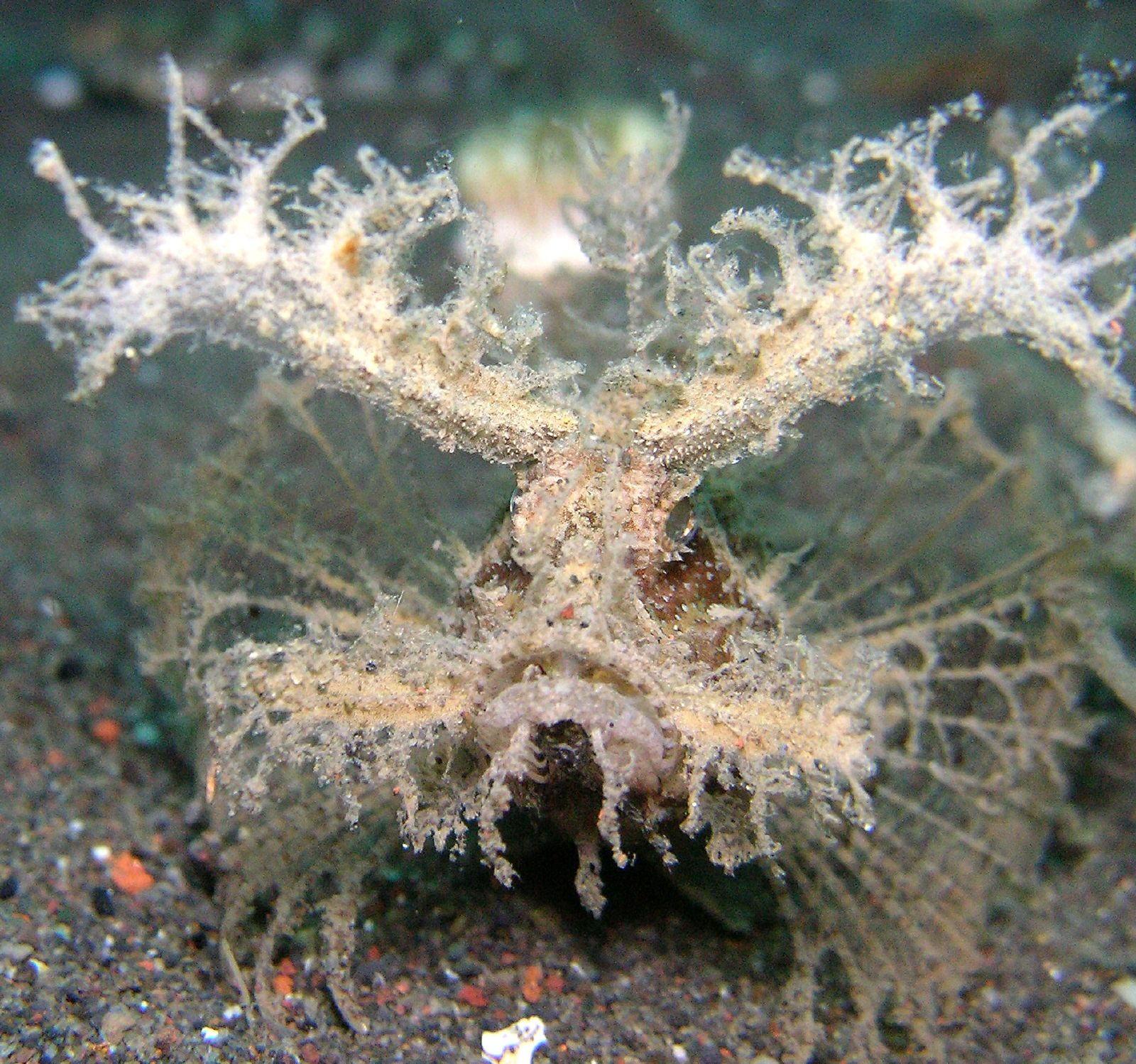
Pteroidichthys amboinensis
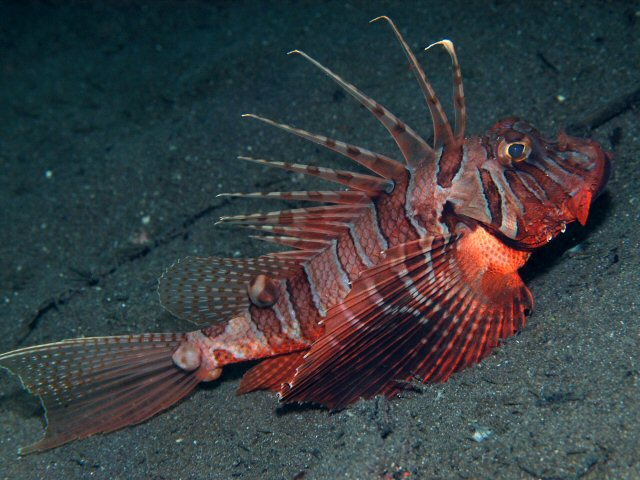
Parapterois heterura

## أسر
- عقرباوات البحر

## أجناس
- عقرب البحر